# 戸田正三
戸田 正三（とだ しょうぞう、1885年4月9日 - 1961年11月20日）は、日本の衛生学者、京都大学名誉教授、金沢大学初代学長、医学博士。実用的な衛生学の樹立をめざし研究した人物として知られ、食生活、服装、住宅、上下水道などを日本の風土に適した形で普及させることを目指した。戸田式開襟シャツの発明者としても知られる。

## 経歴
兵庫県朝来郡中川村生まれ。旧制兵庫県立豊岡中学校、旧制第七高等学校造士館を経て、1910年に京都帝国大学医科大学を卒業。1912年から4年間欧米各国（独英仏米）に留学。1916年、京都帝国大学教授（衛生学担当）に就任。1923年、雑誌『国民衛生』を創刊。関東大震災後の1925年、東京市保健局長を兼務して復興に尽力。1932年、京都帝国大学医学部長就任、大阪高等医学専門学校校長就任。1939年、京都帝国大学興亜民族生活科学研究所初代所長。1945年、定年退職、名誉教授。同年、日本医療団総裁に就任。戦後公職追放をとかれてから、1949年金沢大学の初代学長に就任、4選され1961年まで務めた。1951年、日本学士院会員。